# Мајкл Скофилд
Мајкл Скофилд Бароуз (енгл. Michael Scofield Burrows) је измишљени лик из америчке ТВ серије Бекство из затвора. Његов лик тумачи Вентворт Милер. У серији, он се први пут појављује у првој епизоди. Убеђен да је његов брат Линколн Бароуз неправедно осуђен на смртну казну коју чека у затвору „Фокс ривер” због наводног убиства брата потпредседнице Америке, очајни Мајкл Скофилд одважно организује пљачку банке да би и сам доспео у тај затвор.
Од највеће помоћи му је комплексна тетоважа која покрива његов торзо и у којој је сакривен план затвора. Скофилд је дипломирао и магистрирао са похвалама на Универзитету Лојола у Чикагу. У време хапшења, Скофилд је био запослен као конструкциони инжењер у престижној чикашкој фирми „Мидлтон, Максвел и Шаум”.

## Занимљивости
- Тетоважа попут Скофилдове у серији би захтевала више од 200 сати рада а цена такве тетоваже у САД је између 15 и 20 хиљада долара[2].
- Тетоважа коју он носи заправо је одлична направљена маска. Састоји се из 20 делова и потребно је више од четири сата да би се нанела. Такође, потребно је и више сати да би се она скинула уз помоћ чистог алкохола.